# 蒙塔納 (瓦萊州)

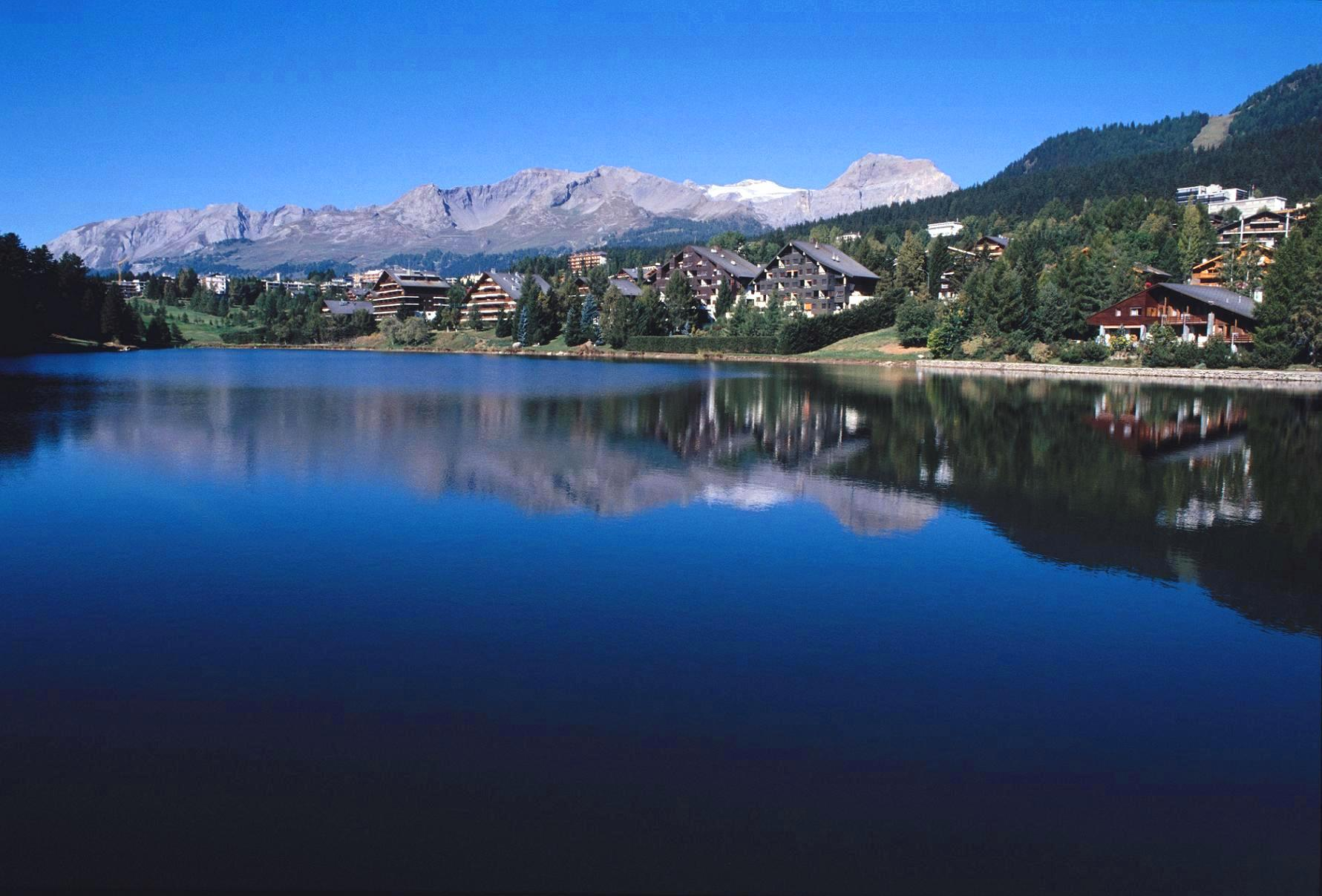

蒙塔納（法語：Montana）是瑞士瓦莱州的一个旧市镇，位於該國南部，面積4.89平方公里，海拔高度1,495米，2011年人口2,372，八成人口信奉羅馬天主教，人口密度每平方公里485人。

## 外部連結
- Official website （页面存档备份，存于） （法文）